# Freyella dimorpha
Freyella dimorpha är en sjöstjärneart som beskrevs av Percy Sladen 1889. Freyella dimorpha ingår i släktet Freyella och familjen Freyellidae. Inga underarter finns listade i Catalogue of Life.